# Shin’ichi Watanabe (snowboardzista)
Shin’ichi Watanabe (jap. 渡辺伸一 Watanabe Shin’ichi; ur. 17 marca 1977 w Sapporo) – japoński snowboardzista. Zajął 34. miejsce w halfpipe’ie na igrzyskach w Nagano. Na mistrzostwach świata najlepszy wynik uzyskał na mistrzostwach w Berchtesgaden, gdzie zajął 8. miejsce w halfpipe’ie. Najlepsze wyniki w Pucharze Świata osiągnął w sezonie 1998/1999, kiedy to zajął 37. miejsce w klasyfikacji generalnej, a w klasyfikacji halfpipe’a był szósty.
W 2002 r. zakończył karierę.

## Sukcesy

### Igrzyska olimpijskie
| Miejsce | Dzień     | Rok  | Miejscowość | Konkurencja | Zwycięzca   |
| ------- | --------- | ---- | ----------- | ----------- | ----------- |
| 34.     | 12 lutego | 1998 | Nagano      | Halfpipe    | Gian Simmen |

### Mistrzostwa Świata
| Miejsce | Dzień       | Rok  | Miejscowość          | Konkurencja | Zwycięzca        |
| ------- | ----------- | ---- | -------------------- | ----------- | ---------------- |
| 11.     | 24 stycznia | 1996 | Lienz                | Halfpipe    | Ross Powers      |
| 42.     | 24 stycznia | 1997 | San Candido          | Halfpipe    | Fabien Rohrer    |
| 8.      | 16 stycznia | 1999 | Berchtesgaden        | Halfpipe    | Ricky Bower      |
| 33.     | 27 stycznia | 2001 | Madonna di Campiglio | Halfpipe    | Kim Christiansen |

### Puchar Świata

#### Miejsca w klasyfikacji generalnej
- 1995/1996 – -
- 1996/1997 – 45.
- 1997/1998 – 127.
- 1998/1999 – 37.
- 1999/2000 – 48.
- 2000/2001 – 108.
- 2001/2002 – -

#### Miejsca na podium
1. Olang – 18 stycznia 1996 (Halfpipe) – 3. miejsce
2. Kanbayashi – 12 lutego 1996 (Halfpipe) – 3. miejsce
3. Morzine – 16 marca 1997 (Halfpipe) – 3. miejsce
4. Asahikawa – 14 lutego 1999 (Halfpipe) – 2. miejsce